# Gharb Darfur
Gharb Darfur o Darfur Occidental o Darfur de l'Oest (àrab: غرب دارفور, Ḡarb Dārfūr; anglès: West Darfur) és una de les quinze wilayes o estats del Sudan (2011) i una de les tres de la regió de Darfur. La superfície és de 79.460 km² i la població 1.308.255 habitants (2008). La capital és al-Junaynah o al-Jineina i la segona ciutat Zalingei. Està format bàsicament per l'antic estat de Dar al-Masalit (un terç d'aquest estat va quedar dins el Txad). L'actual governador (des de 2010) pertany al Partit del Congrés Nacional, del president Omar al-Bashir, que és un partit islamista i està acusat de ser l'autor de les matances del Darfur.

## governadors
- 1994-1995: Mohammed al-Fadul
- 1995-1997: Hassan Suleiman
- 1997-2000: Ibrahim Abd ar-Rahman
- 2000-2003: Umar Harun Abdullah
- 2003-2005: Sulayman Abdallah Adam
- 2005: Habib Ahmed Makhtoum (interí)
- 2005: Umar Harun Abdullah (segona vegada)
- 2005-2006: Jaafar Abdel Hakam Ishag (Al Shirtai Jaafer Abed Al Hakim)
- 2006-2007: Mohamed al-Tulib (interí)
- 2007-2010: Abul Ghasim Iman Al Haj
- 2010-actualitat: Shartai Jaafar Abdel Hakam